# أرماندو إنجليس
أرماندو إنجليس (11 سبتمبر 1904 – 21 يناير 1995) هو مبارز بالسيف إسباني راحل، مثّل بلاده في الألعاب الأولمبية الصيفية 1928.

## روابط خارجية
أرماندو إنجليس على موقع أوليمبيديا (الإنجليزية)